# V. C. Bird International Airport
V. C. Bird International Airport, vroeger: Coolidge International Airport, is een vliegveld op het eiland Antigua in Antigua en Barbuda. Het ligt ongeveer 6 km ten oosten van de hoofdstad Saint John's. Het is het belangrijkste internationale vliegveld van het land. In 1942 was het vliegveld gebouwd voor de Amerikaanse luchtmacht.

## Overzicht
Op 27 maart 1941 werd door de regering van het Verenigd Koninkrijk land in Antigua in pacht gegeven aan de Verenigde Staten voor de aanleg van een vliegbasis. Er werden twee vliegvelden aangelegd: een vliegveld voor de Amerikaanse luchtmacht ten westen van Parham en een vliegveld voor de marine ten oosten van Parham dat Crabs werd genoemd. In mei 1941 werd begonnen met de aanleg van de luchtmachtbasis en was in mei 1942 gereed. Het vliegveld werd Coolidge Airfield genoemd naar Hamilton Coolidge, een Amerikaanse piloot uit de Eerste Wereldoorlog.
In 1949 werd het vliegveld heropend voor de burgerluchtvaart als Coolidge International Airport. In 1985 werd de naam gewijzigd naar V. C. Bird International Airport ter ere van Vere Bird, de eerste premier van Antigua en Barbuda. In 2005 begon de bouw van een nieuwe terminal en een vernieuwing van het vliegveld. In 2015 werd de nieuwe terminal geopend, en werd de oude terminal herbestemd als kantoorgebouw.
V. C. Bird International Airport is het belangrijkste internationale vliegveld van Antigua en Barbuda en biedt meer dan 50 bestemmingen wereldwijd.

## Ongelukken
Op 7 oktober 2012 vertrok een Britten-Norman BN2 Islander van FlyMontserrat met 3 passagiers en 1 bemanningslid voor een vlucht naar John A. Osborne Airport in Montserrat. Kort na opstijgen rolde het vliegtuig naar rechts, werd onbestuurbaar, en stortte neer. De piloot en twee van de drie passagiers werden gedood. Na onderzoek bleek dat regenwater in de rechter brandstoftank terecht was gekomen.